# علم نفس الغذاء
علم نفس الغذاء (بالإنجليزية: Food psychology)‏ هو الدراسة النفسية لكيفية اختيار الناس للطعام الذي يأكلونه (اختيار الأغذية)، جنبًا إلى جنب مع سلوكيات الطعام والأكل. علم نفس الغذاء هو علم نفس تطبيقي، باستخدام الأساليب والنتائج النفسية الموجودة لفهم اختيار الغذاء وسلوكيات الأكل. تشمل العوامل التي درسها علم نفس الغذاء الرغبة الشديدة في تناول الطعام، والتجارب الحسية للطعام، وتصورات الأمن الغذائي وسلامة الغذاء، والسعر، ومعلومات المنتج المتاحة مثل بطاقة المادة الغذائية وبيئة الشراء (التي قد تكون مادية أو عبر الإنترنت). يشمل علم نفس الغذاء أيضًا العوامل الاجتماعية والثقافية الأوسع مثل المنظورات الثقافية حول الغذاء، والوعي العام بـ"ما يشكل نظامًا غذائيًا مستدامًا"، وتسويق الطعام بما في ذلك "الاحتيال الغذائي" حيث يتم تحفيز المكونات عن قصد لتحقيق مكاسب اقتصادية بدلاً من القيمة الغذائية. تعتبر هذه العوامل تتفاعل مع بعضها البعض جنبًا إلى جنب مع تاريخ خيارات الطعام للفرد لتشكيل خيارات غذائية جديدة وسلوكيات تناول الطعام.
ينقسم تطوير اختيار الطعام إلى ثلاث فئات رئيسية: خصائص الطعام، والاختلافات الفردية والتأثيرات الاجتماعية والثقافية. يدرس علم نفس الغذاء الجوانب النفسية للفروق الفردية، على الرغم من أنه بسبب التفاعل بين العوامل والاختلاف في التعريفات، غالبًا ما تتم دراسة علم نفس الغذاء جنبًا إلى جنب مع الجوانب الأخرى لاختيار الغذاء بما في ذلك علم النفس التغذوي.
اعتبارًا من عام 2022، لا توجد مجلات محددة لعلم نفس الغذاء، مع نشر الأبحاث في مجلات التغذية وعلم النفس.
تشمل سلوكيات الأكل التي يتم تحليلها بواسطة علم نفس الغذاء الأكل المضطرب، والسلوك المرتبط برهاب الطعام، والبث العام/تدفق الأكل (موكبانج). تمت دراسة علم نفس الغذاء على نطاق واسع باستخدام نظريات التنافر المعرفي والتفكير الخاطئ.